# Phyllophaga pubicollis
Phyllophaga pubicollis är en skalbaggsart som beskrevs av Blanchard 1851. Phyllophaga pubicollis ingår i släktet Phyllophaga och familjen Melolonthidae. Inga underarter finns listade i Catalogue of Life.